# Hrvatski rukometni kup za žene 2002./03.
Hrvatski rukometni kup za žene za sezonu 2002./03. je jedanaedsti put zaredom osvojila Podravka Vegeta iz Koprivnice.

## Rezultati

### Osmina završnice
| klub1                           | rez.             | klub2                          |
| ------------------------------- | ---------------- | ------------------------------ |
| Salonaštit Vranjic              | 10:0 bb, 10:0 bb | Metković                       |
| Sonic Osijek                    | 33:21, 22:23     | Hrvatski dragovoljac Zagreb    |
| Trešnjevka Zagreb               | 23:28, 26:21     | Sesvete                        |
| Lokomotiva Zagreb               | 36:14, 31:16     | Čakovec                        |
| Zamet Croatia osiguranje Rijeka | 25:26, 22:34     | Split Kaltenberg               |
| Podravka Lino Koprivnica        | 24:38, 0:10      | TVIN Trgocentar Virovitica     |
| Podravka Vegeta Koprivnica      | 42:17, 32:24     | Arena Pula                     |
| Koka Varaždin                   | 32:24, 27:31     | Slavonijatrans Slavonski Brod. |

### Četvrtzavršnica
Igrano 5. i 12. ožujka 2003.
| klub1              | rez.         | klub2                      |
| ------------------ | ------------ | -------------------------- |
| Sonic Osijek       | 22:27, 17:38 | Podravka Vegeta Koprivnica |
| Split Kaltenberg   | 21:26, 30:32 | Lokomotiva Zagreb          |
| Salonaštit Vranjic | 25:25, 26:27 | TVIN Trgocentar Virovitica |
| Koka Varaždin      | 24:27, 24:26 | Sesvete                    |

### Završni turnir
Igrano 24. i 25. svibnja 2003. u Virovitici.
| klub1                      | rez.          | klub2                      |
| poluzavršnica              | poluzavršnica | poluzavršnica              |
| -------------------------- | ------------- | -------------------------- |
| TVIN Trgocentar Virovitica | 21:30         | Lokomotiva Zagreb          |
| Sesvete                    | 21:31         | Podravka Vegeta Koprivnica |
|                            |               |                            |
| za pobjednika              |               |                            |
| Podravka Vegeta Koprivnica | 36:24         | Lokomotiva Zagreb          |

## Poveznice
- 1. HRL za žene 2002./03.
- 2. HRL za žene 2002./03.